# Museu Arqueològic de Brauró
El Museu Arqueològic de Brauró és un museu grec proper al jaciment arqueològic del santuari de Brauró, a la zona de l'Àtica.
Aquest museu arqueològic es construí el 1962 i fou inaugurat el 1969. S'ha reformat per modernitzar-lo i es reelaborà l'estructura de l'exposició entre 2007 i 2009.

## Col·leccions
El museu conté una col·lecció d'objectes provinents del jaciment arqueològic del santuari d'Àrtemis de Brauró i d'altres llocs de l'àrea de Mesogea que permeten exposar-ne la història, les tradicions i la riquesa monumental. L'exposició es distribueix entre una avantsala, cinc sales i un pati. El museu enclou tallers de manteniment i sales d'emmagatzematge.

### Seccions
A l'avantsala del museu es mostra la història de les excavacions a l'àrea i la restauració del'estoa del santuari.
La sala 1 presenta la història de l'àrea des de la prehistòria fins a la creació del demos de Filedes, l'indret on es va assentar el santuari. Les troballes prehistòriques inclouen peces del Neolític i de l'edat del bronze procedents de llogarets de Pusi Kaloyeri, la torre de Brauró, un turó costaner de Brauró i de la necròpoli micènica de Laputsi.
La secció de l'exposició corresponent als orígens del demos de Filedes mostren els trets del santuari arcaic, de les necròpolis de l'època, del temple construït al segle V ae i dels seus monuments limítrofs. També s'exposen peces procedents del demos d'Hales Arafenides com el temple d'Àrtemis Tauròpol, entre d'altres.
La sala 2 exposa aspectes concrets del santuari d'Àrtemis de Brauró com els orígens i les peculiaritats del culte. En aquesta secció destaquen alguns relleus. Un d'ells, denominat «relleu dels déus», il·lustra el mite de la fundació del santuari. Altres relleus d'època clàssica representen processons de famílies que anaven al santuari a dur ofrenes. També destaquen en aquesta secció algunes estatuetes d'ofrenes i peces de ceràmica que representen Àrtemis en múltiples aspectes: com a Hècate, com a caçadora, com a protectora dels animals i com a Tauròpola.
La sala 3 està dedicada a l'aspecte d'Àrtemis com a divinitat relacionada amb el part i amb les criatures. S'exposen estatuetes de xiquets que donaven en ofrena els pares per demanar a la dea la protecció dels seus fills i joguets que es presentaven com a ofrena per als xiquets.
La sala 4 es divideix en subseccions. Una se'n dedica a les ofrenes de les dones a la dea pel naixement dels seus fills o pel seu matrimoni. Entre aquestes hi ha molts objectes de ceràmica que contenien perfums o joies; també hi ha espills. D'altra banda, s'exposen característiques d'Àrtemis com a deïtat de l'artesania i els treballs tèxtils, i com a protectora de la vida familiar. En aquestes subseccions hi ha relleus relacionats amb ofrenes, estàtues, objectes relacionats amb els teixits i ceràmica. En un altre lloc del museu es mostren algunes ofrenes de fusta i un altar de marbre del segle IV ae en què es representa la visita de Dionís com a convidat al santuari. També hi ha figuretes femenines, peces de ceràmica antropomòrfiques, objectes de simpòsiums i llums —alguns fets servir com a ofrenes i altres probablement destinats a il·luminar el santuari.
La sala 5 es dedica als antics demos de l'àrea de Mesogea. S'hi exposen troballes de Peania, Koropí, Lamptra, Oe, Mirrinunte, de la necròpoli micènica de Peratí i d'una altra d'estil geomètric a Anavysos.